# Wim Van Besien

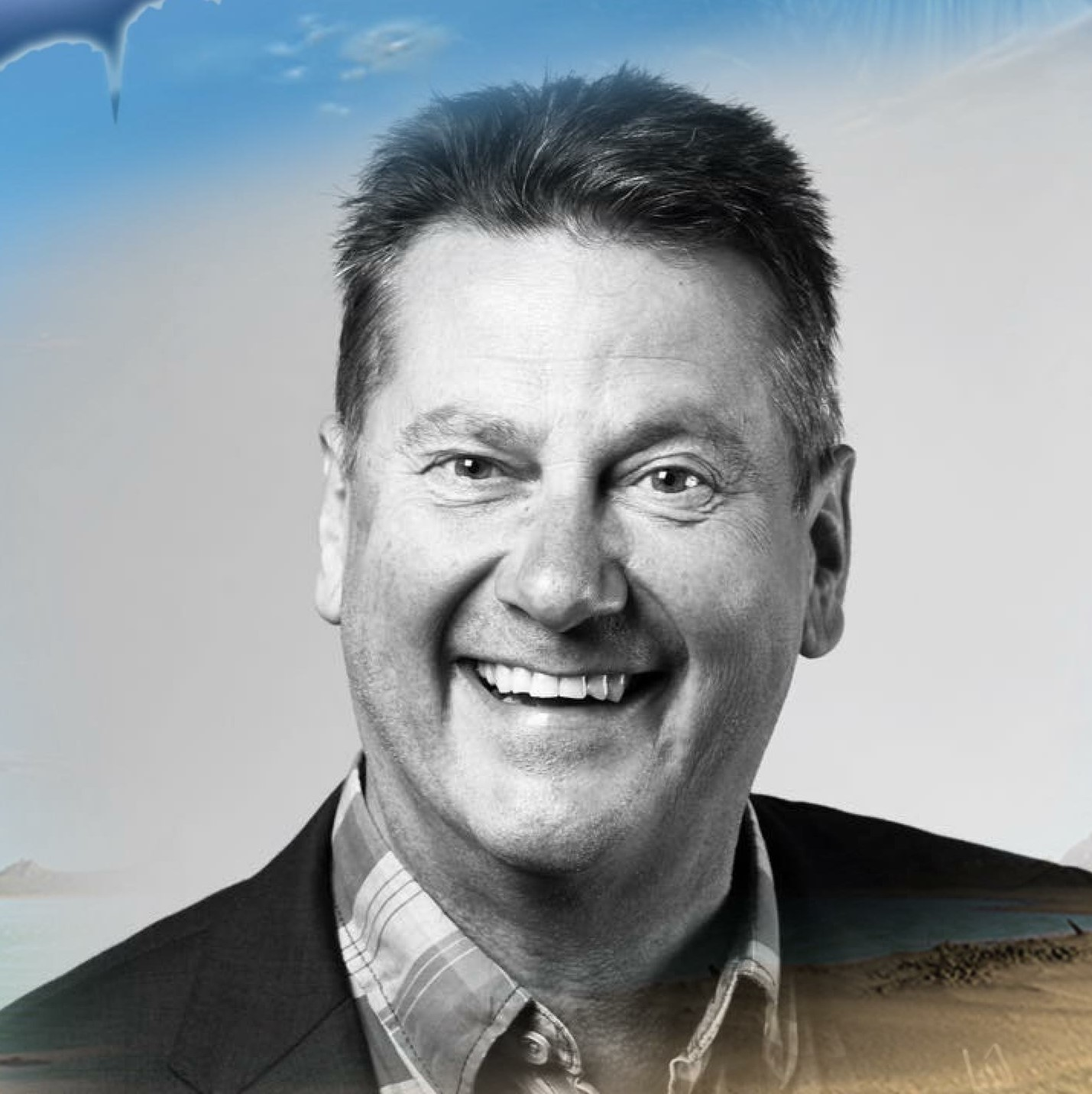
Wim Van Besien

Wim Van Besien (Brugge, 4 mei 1956) is een Belgisch entertainer en ondernemer, die vooral in de toeristische- en de evenementensector actief was.

## Biografie
Van Besien doorliep het Sint-Lodewijkscollege te Brugge waar hij zijn liefde ontwikkelde voor zang en muziek bij 'Ons Dorado', een aan deze school verbonden jeugdensemble dat ook daarbuiten bekend was. Hij volgde opleidingen aan de muziekschool, en bekwaamde zich in voordracht, dictie en toneel. Tevens was hij actief in scoutinggroep 'Savio' en bij scouting op nationaal niveau. Hij wilde een kleinkunstopleiding volgen, maar het werd een lerarenopleiding (Nederlands, geschiedenis, godsdienst) aan de Hogeschool VIVES.
Na zijn burgerdienst als gewetensbezwaarde maakte hij een low budget wereldreis naar Zuid-Amerika waardoor hij zo geïnspireerd raakte dat hij zijn loopbaan richtte op de reis- en toerismebranche. Hij startte als animator en later chef de village in Spanje, Oostenrijk en Griekenland en vervolgens als cruise director op Britse, Griekse en Amerikaanse cruiseschepen onder meer op MS Vistafjord van Cunard Line, een luxueus schip dat in de branche hoog stond aangeschreven. Hij schreef later een boek over zijn ontwikkeling van rugzakglobetrotter tot cruise director. 
In 1990 verliet Van Besien de reissector om zich op b2b-evenementen te richten. Hij stichtte het bedrijf Perfect+ Event Productions en bestierde dat tot zijn pensioen in 2021.

## Naamgenoot
Van Besien heeft een Bruggeling als naamgenoot. Deze Wim Van Besien werkt anno 2022 als financieel directeur bij TUI Western Region en is voorzitter van basketbalclub Avanti Brugge.

## Privé
Wim Van Besien huwde in 1990 met de Italiaanse Fortunata ‘Nella’ Cioce. Ze kregen een dochter.